# Lestat
Lestat de Lioncourt je glavni lik Vampirskih kronika, autorice Anne Rice. Započeo je svoj život kao smrtnik a kasnije je postao vampir. 

## Lestat kao smrtnik
Lestat je sedmi sin markiza d'Auvergne i rođen je Auvergne, Francuska, u dvorcu koji je pripadao njegovim precima. Iako se čini kao da je odrastao kao dijete bogatih roditelja, situacija nije bila takva. Djetinjstvo je proveo više skromno i u mladosti je saznao da ništa neće nasljediti. 
Vjerojatno najvažniji trenutak u njegovom smrtničkom životu je trenutak kada ga napadnu 8 vukova u planinama Auvergnea. Doma se vraća kao druga osoba, koja je odlučila biti ustrajnija u svojim ciljevima. 
U potrazi za znanjem odlučuje postati svećenik, no otac mu to ne dozvoljava. Zajedno sa svojim prijateljom Nicholasom napušta Auvergne i odlazi u Pariz, sa željom da postane glumac. Tijekom predstave za njega se zainteresira Magnus, stari vampir, koji ga kasnije otima i pretvara u vampira.

## Lestat kao vampir
Magnus je smatrao Lestata dostojnim da ga nasljedi i tako ga je učinio vampirom, nakon čega je počinio samoubojstvo i Lestatu ostavio svo svoje blago. 
Lestat je tokom svog kratkog postojanja postao jedan od najmoćnijih vampira. Jedino su mu se mogli suprotstaviti najstariji vampiri poput Akashe, Mariusa itd.  Dio njegove moći leži u tome što je popio krv Mariusa, jednog od najstarijih i najmoćnijih vampira, te u njegovoj vezi s Akashom. 
Jedan od njegovih pratioca kroz život je bio i Louis de Pointe du Lac, mladi aristokrat iz New Orleansa kojeg je sam Lestat pretvorio u vampira u 18.-tom stoljeću. Skoro stoljeće su njih dvoje živjeli zajedno, putovali i ubijali. Louis je tvrdio da ga je Lestat pretvorio u vampira čisto iz financijskih razloga, no ovaj je to zdušno opovrgavao govoreći da se "fatalno zaljubio u njega". Lestat i Louis su "posvojili" Claudiu 1795., kada ju je Lestat pretvorio u vampiricu. Dok ju je Lestat učio kako da ubija, Louis ju je učio ljubavi i životu. Nakon 65 godina zajedničkog života, Claudia se pobudila protiv Lestata i prerezala mu grlo i ostavila ga u močvari blizu Mississippija, te ga je kasnije pokušala zapaliti. Nakon što su Claudia i Louis pobjegli u Francusku, prošlo je mnogo godina prije nego što su se ponovno sreli. To se dogodilo oko 1920. godine u New Orleansu kada je Louis našao Lestata i okrenuo mu leđa. No ponovno su se ujedinili oko 1980.

## Lestat u drugim medijima
- Intervju s vampirom, glumio ga je Tom Cruise, 1994. Louisa je glumio Brad Pitt, Claudiu Kirsten Dunst, dok je Armanda glumio Antonio Banderas
- Kraljica prokletih, glumio ga je Stuart Townsend, dok je Akashu glumila Aaliyah, 2002.
- Lestat: The Musical, muzika Eltona Johna i Bernia Taupina, 2006.